# Gueldenstaedtia verna
Gueldenstaedtia verna là một loài thực vật có hoa trong họ Đậu. Loài này được (Georgi) Boriss. miêu tả khoa học đầu tiên.